# Бринкман, Рольф Дитер
Рольф Дитер Бринкманн (нем. Rolf Dieter Brinkmann; 16 апреля 1940 года ― 23 апреля 1975 года) ― немецкий писатель и поэт.

## Биография
Рольф Дитер Бринкманн считается важным предшественником течения так называемой немецкой «поп-литературы» (Pop-Literatur) . В 1960-х годах он опубликовал девять сборников стихов, посвящённых проявлениям современной культуры и собственному чувственному опыту активной субъективности. В этот период он также написал роман о современной семейной жизни «Keiner weiß mehr» («Никто больше не знает»). Его ранняя проза была вдохновлена современным ему французским «новым романом». Точность описания, присущая этому литературному стилю впоследствии никогда не покидала его, но слилась в его поэзии с влияниям творчества таких авторов, как Готфрид Бенн, Уильям Карлос Уильямс, Фрэнк О'Хара и Тед Берриган. В 1972―1973 годах Бринкман был стипендиатом Немецкой академии Вилла Массимо в Риме. Отчаяние по поводу судеб цивилизации пронизывают «Rom, Blicke» и другие его посмертно опубликованные прозаические произведения. Весной 1974 года Бринкман был приглашённым лектором при кафедре немецкого языка в Техасском университете в Остине. В 1975 году он был посмертно награжден Премией Петрарки за свою главную работу, наиболее высоко оценённую и влиятельную ― последний сборник стихов Westwärts 1 & 2 (1975). В 2005 году было опубликовано новое расширенное издание этой книги, в которое были добавлены 26 более длинных стихотворений, а также постскриптум автора на 75 страницах. Эти части с неохотой были исключены Бринкманом из первого издания, поскольку издатель счёл книгу слишком объёмной. После пары чтений на Кембриджском фестивале поэзии за несколько недель до публикации Westwärts 1 & 2, он скоропостижно скончался в результате аварии в центре Лондона.

## Избранные работы
- vorstellung meiner hände (2010) ISBN 978-3-498-00667-9
- Briefe an Hartmut 1974-1975 (1999) ISBN 3-498-00608-8
- Schnitte. (1988) ISBN 3-498-00525-1
- Erkundungen für die Präzisierung des Gefühls für einen Aufstand : Träume, Aufstände, Gewalt, Morde : Reise, Zeit, Magazin : die Story ist schnell erzählt (Tagebuch) (1987) ISBN 3-499-25169-8
- Erzählungen (1985) ISBN 3-498-00493-X
- Der Film in Worten : Prosa, Erzählungen, Essays, Hörspiele, Fotos, Collagen, 1965-1974 (1982) ISBN 3-498-00469-7
- Standphotos. Gedichte 1962-1970 (1980) ISBN 3-498-00461-1
- Rom, Blicke. (1979) ISBN 3-499-25094-2
- Westwärts 1 & 2. (1975) ISBN 3-499-25063-2 ISBN 3-498-00528-6 (pbk.)
- Keiner weiß mehr. (1968)